# دون سامرز
دون سامرز (بالإنجليزية: Don Summers)‏ هو لاعب كرة قدم أمريكية أمريكي، ولد في 22 فبراير 1961.